# 教宗若望二十三世通諭列表

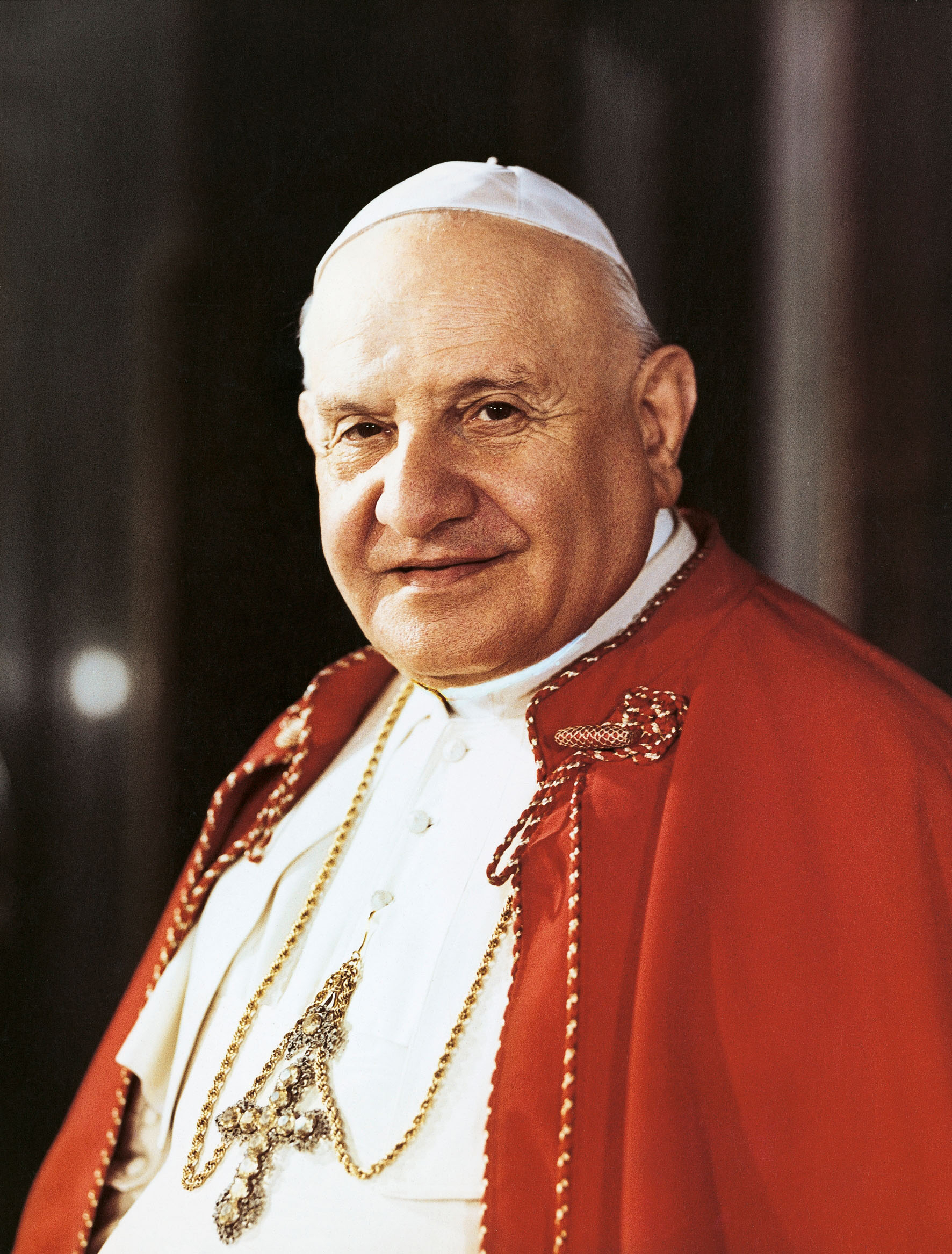
教宗若望二十三世

若望二十三世在1958年10月28日當選教宗，並在1963年6月3日離世。他在4年7個月的任期內發表了8道教宗通諭，其中《慈母與導師》和《和平於世》是特別重要的。教宗通諭是教宗向某一地區或全世界的天主教會主教發出的信件。通諭有可能會譴責人犯下的錯誤、指出對信仰和道德的威脅、在某些議題上建議忠於信仰的做法或為當前和將來對教會的威脅提供補救措施。通諭代表的權威會根據論及的議題而有所變化，但是它並不一定代表「教宗無謬誤」。教宗通諭的名稱取自文本的首幾個字。
若望二十三世的第1道通諭《在伯多祿座位》在他即位8個月後發出。它不是一份記述社會狀況的重要文件，而若望二十三世亦沒有闡述教義。相反，它以與眾不同的親近語調和對議題的關注來論述真理、團結和和平。第2道通諭《我們的鐸職之始》就談及聖若望·維雅納，而第3道通諭《歡快回憶》則講述《玫瑰經》的使用。第4道通諭《牧者的王子》論述天主教會的使命，它使用《伯多祿前書》拉丁語版本裏第五章第4節的部分文字作為標題。
第5道通諭《慈母與導師》將教宗良十三世於1891年發表的《新事》和教宗庇護十一世於1931年發表的《四十周年》裏所提倡的各個想法推進下去。它指出社會倫理最重要的一點是要將自然法應用於國際社會。這道約20000字的文件是其中一道最長的通諭。第6道通諭《上主永恆的智慧》是為了紀念教宗聖一世離世1500周年而發出，當中若望二十三世呼籲基督徒在面對共產主義和世俗主義的外部運動時要保持團結。教宗在第7道通諭《為罪懺悔》就懺悔和後來的梵蒂岡第二屆大公會議提出了一些看法。若望二十三世任內最後一道通諭《和平於世》在他離世前兩個月發表。這道約15000字的文件是歷史上第一道寫給「所有心存善意的人」的通諭，而不像先前的只寫給天主教會內的主教和平信徒。有人認為它是「當時最令人印象深刻和最重要的文件之一」。

## 通諭
| 號碼 | 拉丁語名稱                  | 中文譯名           | 主題                                                         | 發表日期       | 全文連結 |
| ---- | --------------------------- | ------------------ | ------------------------------------------------------------ | -------------- | -------- |
| 1.   | Ad Petri cathedram          | 《在伯多祿座位》   | 在寬容態度下的真理、團結及和平                               | 1959年6月29日  | [ 17 ]   |
| 2.   | Sacerdotii nostri primordia | 《我們的鐸職之始》 | 聖若望·維雅納                                                | 1959年8月1日   | [ 8 ]    |
| 3.   | Grata recordatio            | 《歡快回憶》       | 探討《玫瑰經》和為教會、使命、社會及世界祈禱的人             | 1959年9月26日  | [ 9 ]    |
| 4.   | Princeps pastorum           | 《牧者的王子》     | 探討教會使命及本地神職人員和非神職人員的天主教徒對教會的參與 | 1959年11月28日 | [ 10 ]   |
| 5.   | Mater et magistra           | 《慈母與導師》     | 基督教和社會進程                                             | 1961年5月15日  | [ 18 ]   |
| 6.   | Aeterna Dei sapientia       | 《上主永恆的智慧》 | 紀念教宗良一世離世1500周年                                   | 1961年11月11日 | [ 19 ]   |
| 7.   | Paenitentiam agere          | 《為罪懺悔》       | 內心和外在懺悔的需要                                         | 1962年7月1日   | [ 20 ]   |
| 8.   | Pacem in terris             | 《和平於世》       | 從真理、公平、寬容和自由四方面建立普世和平                   | 1963年4月11日  | [ 21 ]   |